# Ukraińskie Karpaty
Ukraińskie Karpaty – część łańcucha górskiego Karpat, znajdująca się na terytorium Ukrainy.
Karpaty ukraińskie zajmują 4% powierzchni Ukrainy, stanowią natomiast 10,3% powierzchni ogólnej Karpat.
Cechą charakterystyczną Karpat Ukraińskich jest duża zmienność tektoniki, struktury geologicznej utworów skalnych, rzeźby terenu, warunków klimatycznych, reżimu wodnego rzek, roślinności i świata zwierzęcego oraz krajobrazów.
W ich granicach można wydzielić następujące obszary fizycznogeograficzne: Karpaty Zewnętrzne, Karpaty Wododziałowo-Wierzchowińskie, Karpaty Połonińsko-Czarnohorskie, Karpaty Rachowsko-Czywczyńskie i Karpaty Wulkaniczne.
Do Karpat Ukraińskich zalicza się również Równinę Przedkarpacką (Podkarpacie) i Nizinę Zakarpacką.

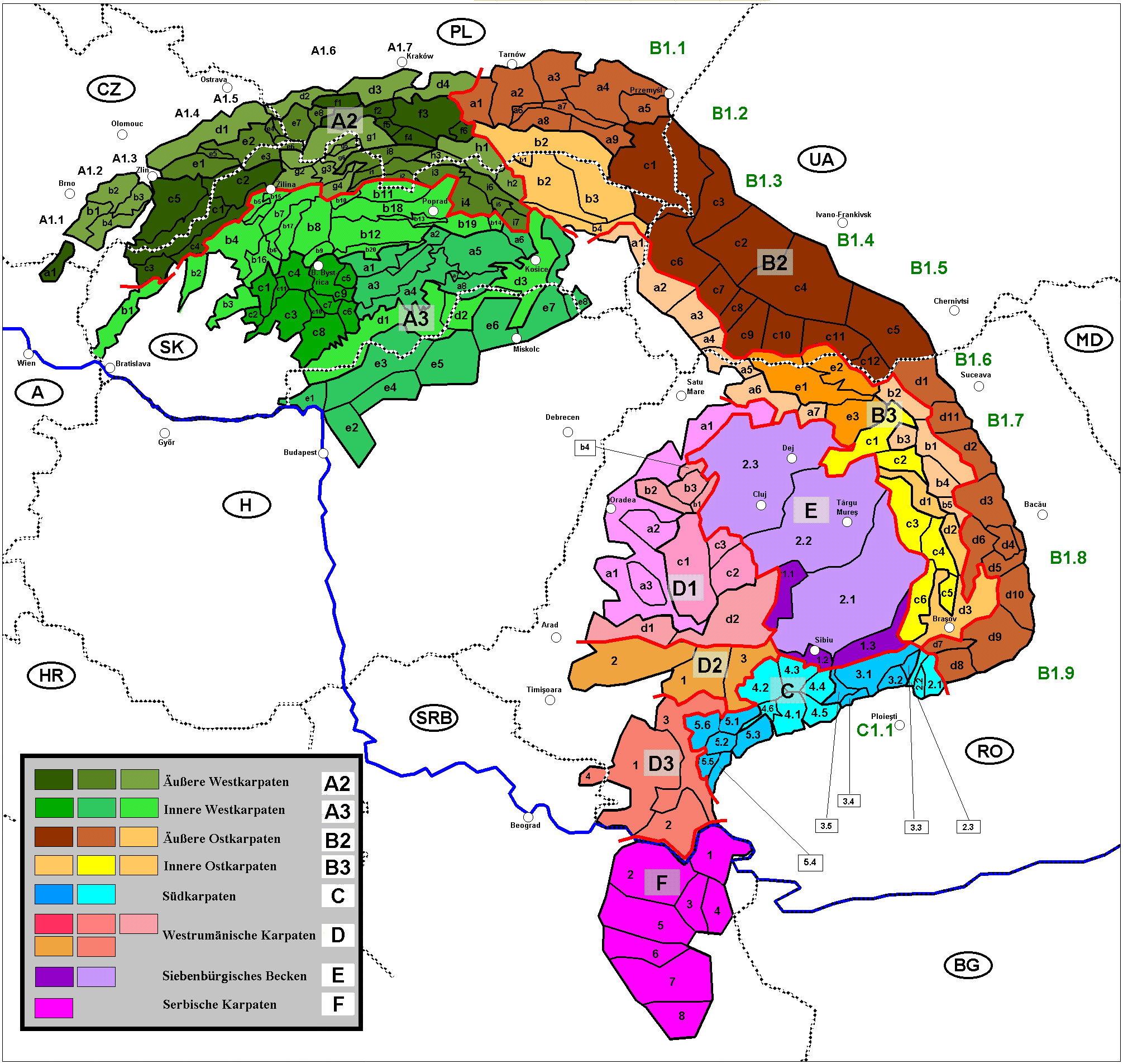
Opisy w tekście

## Geografia

### Karpaty Zewnętrzne
Karpaty Zewnętrzne zajmują skrajną północno-wschodnią część Karpat Ukraińskich. Składają się z trzech równoległych pasm górskich, rozciągających się z północnego zachodu na południowy wschód. Są to Beskidy Wschodnie, Gorgany i Karpaty Pokucko-Bukowińskie. Leżą one w granicach obwodów: lwowskiego, iwanofrankiwskiego i czerniowieckiego.
Karpaty Zewnętrzne to góry niewysokie, które ciągną się pasmem długości 280 km, szerokości 40 km. Na północnym wschodzie graniczą one z równinnym Podkarpaciem, a na południowym zachodzie z Karpatami Wododziałowo-Wierchowińskimi. Wysokość gór stopniowo zwiększa się w kierunku południowo-zachodnim.

#### Beskidy Wschodnie
Beskidy Wschodnie, które rozciągają się od polsko-ukraińskiej granicy do rzeki Mizunki (lewy dopływ Świcy), to niskie, o łagodnych zboczach, zalesione góry. Najwyższe wzniesienie w nich to Magura (1362 m n.p.m.) i Paraszka (1268 m n.p.m.).

#### Gorgany
Gorgany są położone między dolinami rzek Mizunki i Riki. Są wyższe niż Beskidy. Dla Gorganów charakterystyczne są skalne osypiska (lokalna nazwa – grehoty, powierzchnie pokryte grehotami nazywane są gorganami). Długość pasma Gorganów wynosi 75 km. W części zbliżonej do Podkarpacia wypiętrzenia wymieniają się z rozległymi płaskimi dolinami rzek – prawych dopływów Dniestru. W części południowej wysokość gór zwiększa się. Najwyższe szczyty to: Sywula (1836 m n.p.m.), Ihrowiec (1803 m n.p.m.), także Bratkowska, Popadia i Grofa przekraczają 1500 m.
Na mapce oznaczone jako B2c4.

#### Karpaty Pokucko-Bukowińskie
Karpaty Pokucko-Bukowińskie znajdują się na południowy wschód od górnego biegu dopływów Prutu – Łuczki i Riki. Szerokość tego pasma górskiego w porównaniu z Gorganami jest mniejsza (do 25 km); jego długość wynosi 80 km. Są to niskie góry o łagodnych zboczach, często o kopiastych formach grzbietów, wznoszące się do 750–850 m n.p.m. (najwyższy szczyt – Rotyło ma 1483 m n.p.m.). Góry te są stosunkowo dobrze zagospodarowane (prowadzi się tutaj uprawę roli i sezonowy wypas zwierząt).
Na mapce oznaczone jako B2c5.

### Karpaty Wododziałowo-Wierchowińskie
Na południowy zachód od Karpat Zewnętrznych i równolegle do nich ciągnie się, niezbyt szerokie (do 30 km) i zwężające się ku południowemu wschodowi, niskie pasmo Karpat Wododziałowo-Wierchowińskich. W ich obniżonych częściach znajdują się przełęcze: Użocka (889 m n.p.m.), Warecka (841 m n.p.m.), Wyszkowska (930 m n.p.m.), Jabłonicka (931 m n.p.m.).
Przechodzą przez nie linie kolejowe, szlaki autobusowe, rurociągi i linie przesyłowe energii elektrycznej, łączące Ukrainę z południowo-zachodnią Europą. Góry tego rejonu charakteryzują się łagodnie nachylonymi zboczami, umożliwiającymi rolnicze wykorzystanie terenu. Ich wysokość zwiększa się z północnego zachodu na południowy wschód. Odpowiednio do tego stopień wykorzystania ziemi jest większy w części północno-zachodniej.
Karpaty Wododziałowo-Wierchowińskie składają się z kilku grup górskich: Grzbietu Wododziałowego, Pasma Stryjsko-Siańskiego, Pasma Wołowieckiego, Wewnętrznych Gorganów, Pasma Worochto-Putilskiego i Kotliny Jasińskiej.

#### Grzbiet Wododziałowy
Grzbiet Wododziałowy rozciąga się od rzeki Uż do górnego biegu rzeki Riki. Ma on krętą linię szczytową; południowe zbocza są strome, natomiast północne – łagodne. Zbocza gór do wysokości 1200–1250 m n.p.m. są pokryte lasami świerkowo-bukowymi.

#### Wierzchowina Stryjsko-Siańska
Skrajnie północno-zachodnią część zajmuje niewysokie Pasmo Wierzchowiny Stryjsko-Siańskiej (obwód lwowski). Charakteryzuje się ono wyrównanymi formami rzeźby terenu, stosunkowo niskimi wysokościami względnymi i znacznym wykorzystaniem rolniczym ziemi. Według polskiej nomenklatury geograficznej to ukraiński fragment Bieszczadów.

#### Pasmo Wołowieckie
Przedłużeniem w kierunku południowo-wschodnim Pasma Stryjsko-Siańskiego jest Pasmo Wołowieckie. W jego zachodniej części również przeważają niezbyt wysokie wypiętrzenia z niewielkimi różnicami wysokości. Na południowym wschodzie wysokości zwiększają się, rzeźba terenu zyskuje charakter gór średniowysokich. Przeważają obszary zalesione, zwłaszcza na bardziej stromych zboczach.

#### Gorgany Wewnętrzne
Najwyższą częścią Karpat Wododziałowo-Wierzchowińskich są Gorgany Wewnętrzne, których wysokości bezwzględne przekraczają 1700 m n.p.m. Jest to obszar najsłabiej zasiedlony i zagospodarowany. Tu przechodzi główny karpacki dział wodny między dorzeczami Dniestru, Prutu i Cisy. Tu mają też swe źródła rzeki: Rika, Terebla, Tereswa, tu również znajduje się największe w Karpatach Ukraińskich jezioro Synewyr.

#### Pasmo Worochto-Putilskie
Skrajnie północno-wschodnią część Karpat Wododziałowo-Wierchowińskich zajmuje Pasmo Worochto-Putilskie (obwód iwano-frankiwski i czerniowiecki). Przeciętne wysokości bezwzględne stosunkowo dobrze zagospodarowanych gór, mających łagodne stoki, osiągają 600–800 m n.p.m.
W górnym biegu Czarnej Cisy, między grzbietami Świdowca, Czarnohory i Połoniną Bratkowską, znajduje się Kotlina Jasińska, otoczona ze wszystkich stron średniowysokimi górami. W pobliżu (w południowo-wschodniej części) znajduje się Przełęcz Jabłonicka. Wysokości bezwzględne tego zakarpackiego, gęsto zaludnionego regionu sięgają 620–650 m n.p.m. Zbocza gór pokryte są gęstymi lasami świerkowo-jodłowymi.

### Karpaty Połonińsko-Czarnohorskie
Karpaty Połonińsko-Czarnohorskie znajdują się na południowy zachód od Karpat Wododziałowo-Wierzchowińskich. Są to najwyższe na Ukrainie góry; tu właśnie znajdują się wszystkie szczyty przekraczające 2000 m n.p.m. Na południowym wschodzie graniczą one z najstarszymi w Karpatach Górami Rachowsko-Czywczyńskimi; na południowym zachodzie rozciąga się równolegle Pasmo Wyhorlat Gutinski – jedyne w Karpatach Ukraińskich góry pochodzenia wulkanicznego. Właśnie w Karpatach Połonińsko-Czarnohorskich zanotowano najniższą średnią temperaturę powietrza i najdłuższy okres mrozowy. Góry te są najsłabiej zagospodarowaną i zaludnioną częścią Karpat Ukraińskich. Jest to jednocześnie najbardziej perspektywiczny rejon turystyki górskiej, a także znany rejon sanatoryjno-uzdrowiskowy o znaczeniu międzynarodowym.
Karpaty Połonińsko-Czarnohorskie rozciągają się na skrajnym południowym zachodzie przy granicy ze Słowacją, obejmują Pasmo Połoninskie, masyw Świdowca i Czarnohorę na południowym wschodzie. Wyraźnie zaznacza się tu piętrowość wysokościowa. Zbocza gór są strome, doliny rzek są wąskie, a ich koryta przegrodzone niekiedy skalnymi progami.
Na północno-zachodnich zboczach Świdowca i Czarnohory dobrze zachowały się ślady zlodowacenia w postaci cyrków lodowcowych i innych form. Przewaga dużych wysokości, strome zbocza i ślady zlodowacenia nadają krajobrazom Świdowca i Czarnohory wygląd alpejskiej krainy górskiej.
Na południowy zachód od Karpat Połonińsko-Czarnohorskich wąskim pasem rozciąga się strefa wysokich skałek wapiennych (po ukraińsku strimczaki), zbudowanych ze znacznie starszych utworów jurajskich niż górskie utwory terenów przyległych. Wśród tych skałek spotyka się niewielkie jaskinie krasowe. Jest to ulubiony teren wypoczynkowo-turystyczny.

#### Pasmo Połonińskie
Pasmo Połonińskie rozciąga się na 130 km i składa z odrębnych górskich masywów. Na skrajnym północnym zachodzie taki masyw znajduje się między rzeką Uż i jej lewym dopływem Turią. Maksymalna wysokość sięga tu 1482 m n.p.m. (Połonina Równa). Na skalistych wschodnich zboczach utworzono w 1981 rezerwat ornitologiczny, przeznaczony do osiedlenia drapieżnych ptaków górskich. W pobliżu granicy ukraińsko-polskiej koło wsi Libochora (obwód lwowski) znajduje się jedna z najwyżej położonych ukraińskich przełęczy Ruski Put (1309 m n.p.m.). Na południowym wschodzie masyw górski ogranicza rzeka Latoryca. Dalej rozciąga się Połonina Borżawska.
Najwyższymi szczytami na tym obszarze są Stij (1677 m n.p.m.) i Tamnatyk (1344 m n.p.m.). Poprzeczne doliny Pasma Połonińskiego, którymi płyną rzeki Uż, Latoryca, Rika, Terebla, Tereswa i inne, mają wysokie strome zbocza, które w niektórych miejscach przypominają kaniony. W granicach Pasma Połonińskiego występują znaczne różnice stopnia wcięcia dolin rzecznych.

#### Świdowiec
Na południowy wschód od Pasma Połonińskiego rozciąga się niewielki ze względu na obszar, ale wysoki masyw górski Świdowca. Jego granica na północy biegnie wzdłuż Czarnej Cisy, a na wschodzie wzdłuż Cisy. Masyw ten pokryty jest rozległymi łąkami alpejskimi. Najwyższy punkt Świdowca to szczyt Bliźnica (1883 m n.p.m.). W masywie znajduje się kilkanaście szczytów przekraczających 1500 m n.p.m.
Na mapce oznaczony jako B2c10.

#### Czarnohora
Na południowy wschód od Świdowca znajduje się najwyższy w Karpatach Ukraińskich i na całej Ukrainie masyw górski Czarnohory. Na południowym zachodzie jego granica przebiega wzdłuż rzeki Biała Cisa, na wschodzie wzdłuż rzeki Czarny Czeremosz. Na południu masyw ten graniczy z Karpatami Rachowskimi, na południowym wschodzie – z północną częścią Karpat Czywczyńskich. Czarnohora jest rejonem zalesionym, natomiast górną część masywu zajmują łąki subalpejskie i alpejskie.
Najwyższym szczytem jest Howerla (2061 m n.p.m.). Nad połoninami wznoszą się szczyty: Brebienieskul (2032 m n.p.m.), Pop Iwan (2022 m n.p.m.), Pietros (2020 m n.p.m.), Gutin Tomnatyk (2016 m n.p.m.), Rebra (2010 m n.p.m.).
Na mapce oznaczona jako B2c11.

### Góry Rachowsko-Czywczyńskie
Skrajnie południową część Karpat Ukraińskich, którą ograniczają rzeki Biała Cisa i Czarny Czeremosz, zajmują Góry Rachowsko-Czywczyńskie. Jest to jeden z najtrudniej dostępnych i najmniej zagospodarowanych rejonów Ukrainy. Góry są mocno porozcinane dopływami Białej Cisy oraz Czarnego i Białego Czeremosza.
Góry Rachowsko-Czywczyńskie są nietypowe dla Karpat. Są one zbudowane ze starych skał. Składają się ze zmetamorfizowanych utworów krystalicznych – łupków, gnejsów i innych skał. Wysokie, ze stromymi zboczami góry i głębokie, wąskie doliny przypominają krajobrazy alpejskie. Najwyższe szczyty przekraczają 1900 m n.p.m. Wody spływają bystrymi, pełnymi skalistych progów potokami.
Dwie części składowe masywu – Góry Rachowskie i Góry Czywczyńskie są genetycznie powiązane; są bardzo podobne, jeżeli chodzi o rzeźbę terenu i stanowią przedłużenie znajdującego się w Rumunii wielkiego masywu Marmarosz.
Dolna część Gór Rachowskich i Gór Czywczyńskich pokryta jest lasami bukowymi i świerkowymi, wyżej rosną lasy świerkowe i jodłowe. Górna część grzbietów górskich jest porośnięta kosodrzewiną i subalpejską roślinnością łąkową. Dziki, słabo zagospodarowany masyw Gór Rachowskich i Gór Czywczyńskich można traktować jako perspektywiczny rejon turystyki górskiej.

### Pasmo Wulkaniczne (Karpaty Wulkaniczne)
Na południowy zachód od Pasma Połonińskiego i równolegle do niego rozciąga się Pasmo Wulkaniczne (Wyhorlat Gutinski), które łącznie z kotlinami i dolinami tworzy fizycznogeograficzny obszar Karpat Wulkanicznych. Pasmo ma swój początek za granicą na Słowacji i rozciąga się w kierunku południowo-wschodnim do doliny rzeki Rika. W rejonie miasta Chust kieruje się na południe i kończy się w Rumunii. Ogólna długość w granicach Ukrainy wynosi 125 km, szerokość 8–20 km.
Pasmo zbudowane jest z tufów wulkanicznych i twardych utworów wulkanicznych (andezyt, bazalt) oraz osadów fliszowych. Pod względem tektonicznym podzielone jest na oddzielne masywy (Makowica, Syniak, Wielki Dział i inne). Owo rozczłonkowanie zostało dokonane przez prawe dopływy Cisy.
Karpaty Wulkaniczne to najmłodszy utwór geologiczny w Karpatach Ukraińskich, powstały bowiem w czwartorzędzie.
Między rzekami Borżawa i Rika Pasmo Wulkaniczne obniża się. Na południowy zachód od niego odchodzi znana na całej Ukrainie, ze względu na rozwiniętą uprawę winorośli, Berehiwska Kraina Wulkaniczna, której oddzielne wypiętrzenia na południu Niziny Zakarpackiej (rejon Winohradowa) mają wygląd odrębnych garbów. Na północnym zachodzie Pasmo Wulkaniczne przedziela od Pasma Połonińskiego cały system wielkich kotlin i szerokich, wydłużonych dolin i międzygórzy, wyjątkowo korzystnych dla rozwoju rolnictwa (rocznie wypada tu 700–1000 mm opadów, gleby są urodzajne, lata ciepłe, słoneczne, zimy natomiast stosunkowo chłodne).
Karpaty Wulkaniczne składają się z oddzielnych, różnych ze względu na warunki przyrodniczo-geograficzne części. Jest to pasmo niewysokich gór, na południe od którego znajduje się Przedgórze Zakarpackie, natomiast na północ – dosyć szeroka (5–7 km), gęsto zasiedlona dolina Berezne-Lipszańska oraz Kotlina Irszawska i Kotlina Sołotwińska.

### Niziny karpackie
Równina Przedkarpacka (inaczej Podkarpacie) i Nizina Zakarpacka (Zakarpacie) są obszarami strukturalnie związanymi z Karpatami Ukraińskimi. Przejawia się to w tym, że utwory górskie zalegają tu nie horyzontalnie, jak w przyległych z północnego wschodu rejonach podolskich, a sfałdowane jak góry typu alpejskiego. Właśnie z tego względu Równina Przedkarpacka i Nizina Zakarpacka zaliczane są do górskiej fałdowej krainy Karpat Ukraińskich.

#### Równina Przedkarpacka
Równina Przedkarpacka położona jest w granicach obwodów: lwowskiego, iwano-frankiwskiego i czerniowieckiego. Rozciąga się ona w postaci wąskiego pasa długości 300 km wzdłuż północno-wschodniej części Karpat Zewnętrznych. Fundament równiny tworzy Przechył Podkarpacki – ogniwo pośrednie między Płytą Wołyńsko-Podolską i strukturami fałdowymi Karpat. Równina Przedkarpacka wznosi się od 200 do 700 m n.p.m. Rzeźba terenu uformowana jest przez erozję rzeczną. Wydłużone międzyrzecza wymieniają się z szerokimi dolinami i kotlinami.
Równinę Przedkarpacką przecinają liczne rzeki i potoki wpadające do Dniestru (Stryj, Świca, Łomnica, Bystrzyca Nadwórniańska, Bystrzyca Sołotwińska i inne). Bardziej na południowy wschód płynie Prut, który ma swe źródła w pobliżu Howerli, a uchodzi do Dunaju. Największym prawobrzeżnym dopływem Prutu jest Czeremosz, który na znacznym odcinku rozgranicza obwód iwano-frankiwski i czerniowiecki.
Klimat Podkarpacia jest stosunkowo kontynentalny i wyraźnie odróżnia się od klimatu Karpat. Średnia temperatura w styczniu wynosi od –4 do –5 °C, a na wysokości 1450–2000 m n.p.m. od –9 do –15 °C, natomiast temperatura w lipcu odpowiednio od 18 do 19 °C i od 7 do 12 °C.
Na Podkarpaciu znajdują się duże masywy leśne – jednym z największych jest Czarny Las, który rozciąga się między Iwano-Frankowskiem i Kałuszem.

#### Nizina Zakarpacka
Nizina Zakarpacka to wschodnia część Równiny Środkowodunajskiej. Znajduje się ona na południowy zachód od Karpat. Północno-zachodnia granica niziny przebiega wzdłuż granicy Ukrainy ze Słowacją, południowa – wzdłuż granicy z Rumunią, a południowo-zachodnia – wzdłuż granicy z Węgrami. Naturalną granicą Niziny Zakarpackiej są południowo-zachodnie podnóża zboczy masywu górskiego Wyhorlat Gutinski (Pasma Wulkanicznego), krawędź zachodnich odgałęzień Pasma Wulkanicznego i północno-wschodnia część Równiny Środkowodunajskiej. Terytorium Zakarpacia ciągnie się z północnego zachodu na południowy wschód na długości 80–90 km przy szerokości 22–35 km.
Teren Niziny pokrywa się z Zapadliskiem Zakarpackim, które podobnie jak Podkarpacie wypełniają sfałdowane utwory neogen.
Nizina Zakarpacka rozczłonkowana jest dolinami karpackich rzek – dopływów Cisy, a w południowo-wschodniej części także samej Cisy.

## Literatura
- Fedir Zastawnyj, Witold Kusiński, Ukraina. Przyroda-Ludność-Gospodarka, Warszawa 2003, ISBN 83-88938-60-6.